# Łabuńka
Łabuńka – rzeka, prawy dopływ Wieprza o długości 37,09 km i powierzchni zlewni 557,5 km². 
Rzeka wypływa ze źródeł na Roztoczu Środkowym położonych na północ od wsi Łabunie. Płynie przez Roztocze i Wyżynę Lubelską, w województwie lubelskim. Do Wieprza uchodzi we wsi Ruskie Piaski, około 15 km od Zamościa. Łabuńka jest najszersza w Zamościu – około 7 m, przy ujściu ma szerokość około 5 m. Największa głębokość – 4 m. W Zamościu Łabuńka jest otoczona szczelnymi wałami przeciwpowodziowymi. Na odcinku Zamość-Nielisz meandruje tworząc liczne mokradła i starorzecza.
Jej lewymi dopływami są Topornica (stare i nowe koryto), Świnia oraz Pniowski Rów, a prawymi Czarny Potok i Farens. Ma jeden bezimienny dopływ wypływający z okolicy Starego Zamościa o długości ok. 7 km.